# Campeonato Europeu de Futebol de 2024 – Grupo D
O Grupo D do Campeonato Europeu de Futebol de 2024 ocorreu entre 16 a 25 de junho de 2024. O grupo incluía Polônia, Holanda, Austria e França.

## Classificação
| Pos | Equipe        | Pts | J | V | E | D | GP | GC | SG | Classificado     |
| --- | ------------- | --- | - | - | - | - | -- | -- | -- | ---------------- |
| 1   | Áustria       | 6   | 3 | 2 | 0 | 1 | 6  | 4  | +2 | Oitavas de final |
| 2   | França        | 5   | 3 | 1 | 2 | 0 | 2  | 1  | +1 | Oitavas de final |
| 3   | Países Baixos | 4   | 3 | 1 | 1 | 1 | 4  | 4  | 0  | Oitavas de final |
| 4   | Polónia       | 1   | 3 | 0 | 1 | 2 | 3  | 6  | −3 | Eliminado        |

Nas oitavas de final
- O vencedor do Grupo D avançará para enfrentar o vice-campeão do Grupo F.
- O vice-campeão do Grupo D avançará para enfrentar o vice-campeão do Grupo E.
- O terceiro colocado do Grupo D poderá avançar para enfrentar o vencedor do Grupo B , Grupo C ou Grupo E.

## Partidas

### Polónia x Países Baixos
| 16 de junho de 2024 | Polónia   | 1 – 2     | Países Baixos            | Volksparkstadion, Hamburgo                     |
| 15:00               | Buksa 16' | Relatório | Gakpo 29' · Weghorst 83' | Público: 48 117 Árbitro: POR Artur Soares Dias |

| '' | Polónia | Países Baixos | '' |

| GK              | 1  | Wojciech Szczęsny     |  |     |
| CB              | 5  | Jan Bednarek          |  |     |
| CB              | 2  | Bartosz Salamon       |  | 86' |
| CB              | 14 | Jakub Kiwior          |  |     |
| DM              | 10 | Piotr Zieliński       |  | 78' |
| DM              | 13 | Taras Romanczuk       |  | 55' |
| RM              | 19 | Przemysław Frankowski |  |     |
| LM              | 21 | Nicola Zalewski       |  |     |
| AM              | 26 | Kacper Urbański       |  | 55' |
| AM              | 20 | Sebastian Szymański   |  | 46' |
| CF              | 16 | Adam Buksa            |  |     |
| Substituições:  |    |                       |  |     |
| MF              | 8  | Jakub Moder           |  | 46' |
| FW              | 7  | Karol Świderski       |  | 55' |
| MF              | 24 | Bartosz Slisz         |  | 55' |
| MF              | 6  | Jakub Piotrowski      |  | 78' |
| DF              | 18 | Bartosz Bereszyński   |  | 86' |
| Treinador:      |    |                       |  |     |
| Michał Probierz |    |                       |  |     |

| GK             | 1  | Bart Verbruggen     |     |     |
| RB             | 22 | Denzel Dumfries     |     |     |
| CB             | 6  | Stefan de Vrij      |     |     |
| CB             | 4  | Virgil van Dijk     |     |     |
| LB             | 5  | Nathan Aké          |     | 87' |
| CM             | 24 | Jerdy Schouten      |     |     |
| CM             | 14 | Tijjani Reijnders   |     |     |
| CM             | 16 | Joey Veerman        | 15' | 62' |
| RF             | 7  | Xavi Simons         |     | 62' |
| CF             | 10 | Memphis Depay       |     | 81' |
| LF             | 11 | Cody Gakpo          |     | 81' |
| Substituições: |    |                     |     |     |
| MF             | 8  | Georginio Wijnaldum |     | 62' |
| FW             | 18 | Donyell Malen       |     | 62' |
| DF             | 12 | Jeremie Frimpong    |     | 81' |
| FW             | 9  | Wout Weghorst       |     | 81' |
| DF             | 15 | Micky van de Ven    |     | 87' |
| Treinador:     |    |                     |     |     |
| Ronald Koeman  |    |                     |     |     |

| Homem do Jogo: Cody Gakpo Bandeirinhas: Paulo Soares Pedro Ribeiro Quarto Árbitro: Irfan Peljto Quinto Árbitro: Senad Ibrišimbegović Árbitro assistente de vídeo: Tiago Martins Árbitros assistentes de árbitro de vídeo: Christian Dingert Marco Fritz |

### Áustria x França
| 17 de junho de 2024 | Áustria | 0 –1      | França           | Merkur Spiel-Arena, Düsseldorf                 |
| 21:00               |         | Relatório | Wöber 38' (g.c.) | Público: 46 425 Árbitro: ESP Jesús Gil Manzano |

| '' | Áustria | França | '' |

| GK             | 13 | Patrick Pentz         |       |       |
| RB             | 5  | Stefan Posch          |       |       |
| CB             | 4  | Kevin Danso           | 90+3' |       |
| CB             | 2  | Maximilian Wöber      | 16'   | 59'   |
| LB             | 16 | Phillipp Mwene        | 34'   | 88'   |
| CM             | 6  | Nicolas Seiwald       |       |       |
| CM             | 9  | Marcel Sabitzer       |       |       |
| RW             | 20 | Konrad Laimer         | 84'   | 90+1' |
| AM             | 19 | Christoph Baumgartner | 79'   |       |
| LW             | 10 | Florian Grillitsch    |       | 59'   |
| CF             | 11 | Michael Gregoritsch   |       | 59'   |
| Substituições: |    |                       |       |       |
| FW             | 7  | Marko Arnautović      |       | 59'   |
| DF             | 2  | Gernot Trauner        |       | 59'   |
| DF             | 23 | Patrick Wimmer        |       | 59'   |
| MF             | 8  | Alexander Prass       |       | 88'   |
| MF             | 18 | Romano Schmid         |       | 90+1' |
| Treinador:     |    |                       |       |       |
| Ralf Rangnick  |    |                       |       |       |

| GK               | 16 | Mike Maignan      |     |     |
| RB               | 5  | Jules Koundé      |     |     |
| CB               | 4  | Dayot Upamecano   |     |     |
| CB               | 17 | William Saliba    |     |     |
| LB               | 22 | Theo Hernández    |     |     |
| CM               | 7  | Antoine Griezmann |     | 90' |
| CM               | 13 | N'Golo Kanté      |     |     |
| CM               | 14 | Adrien Rabiot     |     | 71' |
| RF               | 11 | Ousmane Dembélé   | 56' | 71' |
| CF               | 10 | Kylian Mbappé     | 89' | 90' |
| LF               | 15 | Marcus Thuram     |     |     |
| Substituições:   |    |                   |     |     |
| FW               | 12 | Randal Kolo Muani |     | 71' |
| MF               | 6  | Eduardo Camavinga |     | 71' |
| MF               | 19 | Youssouf Fofana   |     | 90' |
| FW               | 9  | Olivier Giroud    |     | 90' |
| Treinador:       |    |                   |     |     |
| Didier Deschamps |    |                   |     |     |

| Homem do Jogo: N'Golo Kanté Bandeirinhas: Diego Barbero Sevilla Ángel Nevado Rodríguez Quarto Árbitro: Mykola Balakin Quinto Árbitro: Oleksandr Berkut Árbitro assistente de vídeo: Juan Martínez Munuera Árbitros assistentes de árbitro de vídeo: Alejandro Hernández Hernández Tiago Martins |

### Polónia x Áustria
| 21 de junho de 2024 | Polónia    | 1 – 3     | Áustria                                             | Estádio Olímpico, Berlim                      |
| 18:00               | Piątek 30' | Relatório | Trauner 9' · Baumgartner 66' · Arnautović 78' (pen) | Público: 69 455 Árbitro: TUR Halil Umut Meler |

| '' | Polônia | Áustria | '' |

| GK              | 1  | Wojciech Szczęsny     | 77' |     |
| CB              | 5  | Jan Bednarek          |     |     |
| CB              | 3  | Paweł Dawidowicz      |     |     |
| CB              | 14 | Jakub Kiwior          |     |     |
| RM              | 19 | Przemysław Frankowski |     |     |
| CM              | 6  | Jakub Piotrowski      |     | 46' |
| CM              | 24 | Bartosz Slisz         | 53' | 75' |
| LM              | 21 | Nicola Zalewski       |     |     |
| AM              | 10 | Piotr Zieliński       |     | 87' |
| CF              | 16 | Adam Buksa            |     | 60' |
| CF              | 23 | Krzysztof Piątek      |     | 60' |
| Substituições:  |    |                       |     |     |
| MF              | 8  | Jakub Moder           | 62' | 46' |
| FW              | 7  | Karol Świderski       |     | 60' |
| FW              | 9  | Robert Lewandowski    | 64' | 60' |
| MF              | 11 | Kamil Grosicki        |     | 75' |
| MF              | 26 | Kacper Urbański       |     | 87' |
| Treinador:      |    |                       |     |     |
| Michał Probierz |    |                       |     |     |

| GK             | 13 | Patrick Pentz         |     |     |
| RB             | 5  | Stefan Posch          |     |     |
| CB             | 3  | Gernot Trauner        |     | 59' |
| CB             | 15 | Philipp Lienhart      |     |     |
| LB             | 16 | Phillipp Mwene        |     | 63' |
| CM             | 6  | Nicolas Seiwald       |     |     |
| CM             | 10 | Florian Grillitsch    |     | 46' |
| RW             | 19 | Christoph Baumgartner |     | 81' |
| AM             | 20 | Konrad Laimer         |     |     |
| LW             | 9  | Marcel Sabitzer       |     |     |
| CF             | 7  | Marko Arnautović      | 70' | 81' |
| Substituições: |    |                       |     |     |
| FW             | 23 | Patrick Wimmer        | 56' | 46' |
| DF             | 4  | Kevin Danso           |     | 59' |
| MF             | 8  | Alexander Prass       |     | 63' |
| MF             | 18 | Romano Schmid         |     | 81' |
| FW             | 11 | Michael Gregoritsch   |     | 81' |
| Treinador:     |    |                       |     |     |
| Ralf Rangnick  |    |                       |     |     |

| Homem do Jogo: Christoph Baumgartner Bandeirinhas: Mustafa Emre Eyisoy Kerem Ersoy Quarto árbitro: Rade Obrenović Quinto árbitro: Jure Praprotnik Árbitro assistente de vídeo: Paolo Valeri Árbitros assistentes de árbitro de vídeo: Alper Ulusoy Massimiliano Irrati |

### Países Baixos x França
| 21 de junho de 2024 | Países Baixos | 0 – 0     | França | Red Bull Arena, Leipzig                     |
| 21:00               |               | Relatório |        | Público: 38 531 Árbitro: ENG Anthony Taylor |

| '' | Países Baixos | França | '' |

| GK             | 1  | Bart Verbruggen      |     |     |
| RB             | 22 | Denzel Dumfries      |     |     |
| CB             | 6  | Stefan de Vrij       |     |     |
| CB             | 4  | Virgil van Dijk      |     |     |
| LB             | 5  | Nathan Aké           |     |     |
| CM             | 24 | Jerdy Schouten       | 31' | 73' |
| CM             | 7  | Xavi Simons          |     | 73' |
| CM             | 14 | Tijjani Reijnders    |     |     |
| RF             | 12 | Jeremie Frimpong     |     | 73' |
| CF             | 10 | Memphis Depay        |     | 79' |
| LF             | 11 | Cody Gakpo           |     |     |
| Substituições: |    |                      |     |     |
| MF             | 8  | Georginio Wijnaldum  |     | 73' |
| MF             | 16 | Joey Veerman         |     | 73' |
| DF             | 2  | Lutsharel Geertruida |     | 73' |
| FW             | 9  | Wout Weghorst        |     | 79' |
| Treinador:     |    |                      |     |     |
| Ronald Koeman  |    |                      |     |     |

| GK               | 16 | Mike Maignan        |  |     |
| RB               | 5  | Jules Koundé        |  |     |
| CB               | 4  | Dayot Upamecano     |  |     |
| CB               | 17 | William Saliba      |  |     |
| LB               | 22 | Theo Hernández      |  |     |
| CM               | 8  | Aurélien Tchouaméni |  |     |
| CM               | 13 | N'Golo Kanté        |  |     |
| CM               | 14 | Adrien Rabiot       |  |     |
| RF               | 11 | Ousmane Dembélé     |  | 75' |
| CF               | 15 | Marcus Thuram       |  | 75' |
| LF               | 7  | Antoine Griezmann   |  |     |
| Substituições:   |    |                     |  |     |
| FW               | 20 | Kingsley Coman      |  | 75' |
| FW               | 9  | Olivier Giroud      |  | 75' |
| Treinador:       |    |                     |  |     |
| Didier Deschamps |    |                     |  |     |

| Homem do Jogo: N'Golo Kanté Bandeirinhas: Gary Beswick Adam Nunn Quarto árbitro: Glenn Nyberg Quinto árbitro: Mahbod Beigi Árbitro assistente de vídeo: Stuart Attwell Árbitros assistentes de árbitro de vídeo: Fedayi San Marco Fritz |

### Países Baixos x Áustria
| 25 de junho de 2024 | Países Baixos         | 2 – 3     | Áustria                                     | Estádio Olímpico, Berlim                   |
| 18:00               | Gakpo 47' · Depay 75' | Relatório | Malen 6' (g.c.) · Schmid 59' · Sabitzer 80' | Público: 68 363 Árbitro: SVK Ivan Kružliak |

| '' | Países Baixos | Áustria | '' |

| GK            | 1  | Bart Verbruggen      |  |     |
| RB            | 2  | Lutsharel Geertruida |  |     |
| CB            | 6  | Stefan de Vrij       |  |     |
| CB            | 4  | Virgil van Dijk      |  |     |
| LB            | 5  | Nathan Aké           |  | 66' |
| CM            | 14 | Tijjani Reijnders    |  | 66' |
| CM            | 24 | Jerdy Schouten       |  |     |
| CM            | 16 | Joey Veerman         |  |     |
| RF            | 18 | Donyell Malen        |  | 72' |
| CF            | 10 | Memphis Depay        |  |     |
| LF            | 11 | Cody Gakpo           |  |     |
| Treinador:    |    |                      |  |     |
| DF            | 15 | Micky van de Ven     |  | 66' |
| MF            | 8  | Georginio Wijnaldum  |  | 66' |
| FW            | 9  | Wout Weghorst        |  | 72' |
| Treinador:    |    |                      |  |     |
| Ronald Koeman |    |                      |  |     |

| GK             | 13 | Patrick Pentz         |       |     |
| RB             | 5  | Stefan Posch          |       |     |
| CB             | 2  | Maximilian Wöber      |       |     |
| CB             | 15 | Philipp Lienhart      |       | 69' |
| LB             | 8  | Alexander Prass       |       |     |
| DM             | 6  | Nicolas Seiwald       |       |     |
| DM             | 10 | Florian Grillitsch    |       | 69' |
| RW             | 23 | Patrick Wimmer        |       | 68' |
| AM             | 9  | Marcel Sabitzer       |       |     |
| LW             | 18 | Romano Schmid         |       |     |
| CF             | 7  | Marko Arnautović      |       | 78' |
| Substituições: |    |                       |       |     |
| MF             | 19 | Christoph Baumgartner |       | 68' |
| MF             | 20 | Konrad Laimer         |       | 69' |
| DF             | 14 | Leopold Querfeld      | 90+4' | 69' |
| FW             | 11 | Michael Gregoritsch   |       | 78' |
| Treinador:     |    |                       |       |     |
| Ralf Rangnick  |    |                       |       |     |

| Homem do Jogo: Marcel Sabitzer Bandeirinhas: Branislav Hancko Jan Pozor Quarto árbitro: Irfan Peljto Quinto árbitro: Senad Ibrišimbegović Árbitro assistente de vídeo: Marco Fritz Árbitros assistentes de árbitro de vídeo: Christian Dingert Nejc Kajtazovič |

### França x Polónia
| 25 de junho de 2024 | França           | 1 – 1     | Polónia               | Signal Iduna Park, Dortmund              |
| 18:00               | Mbappé 56' (pen) | Relatório | Lewandowski 79' (pen) | Público: 59 728 Árbitro: ITA Marco Guida |

| '' | França | Polônia | '' |

| GK               | 16 | Mike Maignan        |     |     |
| RB               | 5  | Jules Koundé        |     |     |
| CB               | 4  | Dayot Upamecano     |     |     |
| CB               | 17 | William Saliba      |     |     |
| LB               | 22 | Theo Hernández      |     |     |
| CM               | 8  | Aurélien Tchouaméni |     | 81' |
| CM               | 13 | N'Golo Kanté        |     | 61' |
| CM               | 14 | Adrien Rabiot       | 43' | 61' |
| RF               | 11 | Ousmane Dembélé     |     | 86' |
| CF               | 10 | Kylian Mbappé       |     |     |
| LF               | 25 | Bradley Barcola     |     | 61' |
| Substituições:   |    |                     |     |     |
| MF               | 6  | Eduardo Camavinga   |     | 61' |
| FW               | 9  | Olivier Giroud      |     | 61' |
| MF               | 7  | Antoine Griezmann   |     | 61' |
| MF               | 19 | Youssouf Fofana     |     | 81' |
| FW               | 12 | Randal Kolo Muani   |     | 86' |
| Treinador:       |    |                     |     |     |
| Didier Deschamps |    |                     |     |     |

| GK              | 12 | Łukasz Skorupski      |       |     |
| CB              | 5  | Jan Bednarek          |       |     |
| CB              | 3  | Paweł Dawidowicz      | 89'   |     |
| CB              | 14 | Jakub Kiwior          |       |     |
| DM              | 8  | Jakub Moder           |       |     |
| DM              | 10 | Piotr Zieliński       |       |     |
| RM              | 19 | Przemysław Frankowski |       |     |
| LM              | 21 | Nicola Zalewski       | 24'   | 68' |
| AM              | 20 | Sebastian Szymański   |       | 68' |
| AM              | 26 | Kacper Urbański       |       |     |
| CF              | 9  | Robert Lewandowski    |       |     |
| Substituições:  |    |                       |       |     |
| FW              | 7  | Karol Świderski       | 90+2' | 68' |
| MF              | 25 | Michał Skóraś         |       | 68' |
| Treinador:      |    |                       |       |     |
| Michał Probierz |    |                       |       |     |

| Homem do Jogo: Łukasz Skorupski Bandeirinhas: Filippo Meli Giorgio Peretti Quarto árbitro: Rade Obrenović Quinto árbitro: Jure Praprotnik Árbitro assistente de vídeo: Massimiliano Irrati Árbitros assistentes de árbitro de vídeo: Cătălin Popa Tiago Martins |

## Disciplina
Os pontos de fair play serão usados como desempate se o confronto direto e os registros gerais das equipes estiverem empatados (e se a disputa de pênaltis não for aplicável como desempate). Estes são calculados com base nos cartões amarelos e vermelhos recebidos em todas as partidas do grupo da seguinte forma:
- cartão amarelo = 1 ponto
- cartão vermelho como resultado de dois cartões amarelos = 3 pontos
- cartão vermelho direto = 3 pontos
- cartão amarelo seguido de cartão vermelho direto = 4 pontos

Apenas uma das deduções acima será aplicada a um jogador em uma única partida.
| Team          | Rodada 1                      | Rodada 1                          | Rodada 1 | Rodada 1             | Rodada 2                      | Rodada 2                          | Rodada 2 | Rodada 2             | Rodada 3                      | Rodada 3                          | Rodada 3 | Rodada 3             | Pontos |
| Team          | Penalizado com cartão amarelo | Penalizado · Penalizado · Expulso | Expulso  | Penalizado · Expulso | Penalizado com cartão amarelo | Penalizado · Penalizado · Expulso | Expulso  | Penalizado · Expulso | Penalizado com cartão amarelo | Penalizado · Penalizado · Expulso | Expulso  | Penalizado · Expulso | Pontos |
| ------------- | ----------------------------- | --------------------------------- | -------- | -------------------- | ----------------------------- | --------------------------------- | -------- | -------------------- | ----------------------------- | --------------------------------- | -------- | -------------------- | ------ |
| Países Baixos | 1                             |                                   |          |                      | 1                             |                                   |          |                      |                               |                                   |          |                      | −2     |
| França        | 2                             |                                   |          |                      |                               |                                   |          |                      | 1                             |                                   |          |                      | −3     |
| Polónia       |                               |                                   |          |                      | 4                             |                                   |          |                      | 4                             |                                   |          |                      | –8     |
| Áustria       | 5                             |                                   |          |                      | 2                             |                                   |          |                      | 3                             |                                   |          |                      | −10    |